# فاطمة الزهراء ازريول
فاطمة الزهراء ازريول مناضلة وباحثة في الحركة النسائية المغربية، وهي تمثل الجيل الثاني بعد الباحثة السوسيولوجية فاطمة المرنيسي، وهي عميدة، تطرقت في أبحاثها إلى مواضيع لطالما اعتبرت من الطابوهات، كالبغاء والدعارة، وفصلت في الظروف التي تجبر المرأة على امتهان هذه المهنة التي تبخس من وضعها في المجتمع.

## مؤلفاتها
- البغاء أو الجسد المستباح.
- النساء والإسلام بمعية، الفينك 1998.[1]

### مترجماتها
جل مؤلفات فاطمة المرنيسي قد ترجمت بغير إذنها، بينما ترجمة فاطمة الزهراء ازريول لمؤلفاتها من الفرنسية إلى العربية، فهي الترجمة التي صادقت عليها وهي:
- نساء الغرب: دراسة ميدانية، الشركة المغربية للناشرين المتحدين 1985 .
- السلك الجنسي في مجتمع إسلامي رأسمالي تبعي، بيروت دار الحداثة، 1982.
- سلطانات منسيات، المركز الثقافي العربي، بيروت 2006.
- على أجنحة الحلم، المركز الثقافي العربي، بيروت 1998.
- ما وراء الحجاب، الجنس كهندسة اجتماعية، المركز الثقافي العربي بيروت، 2005.
- شهرزاد ترحل إلى الغرب المركز الثقافي العربي بيروت 2005.

كما ترجمت رواية سحر الكلمات لأنيسة بلفقيه، مرسم، 2001.